# Deutsche Gesellschaft der Stadt New York
Die German Society of the City of New York wurde 1784 gegründet. Ihr Zweck war die reibungslose Einwanderung der Deutschen in die USA. Sie kümmerte sich um die bürokratischen Angelegenheiten der deutschen Einwanderer.

## Geschichte
Gegründet nach dem Vorbild der German Society of Pennsylvania in Philadelphia unter anderem durch Johann Christoph Kunze und Friedrich Wilhelm von Steuben, unterstützte die Gesellschaft zunächst die deutsch-amerikanischen Kirchen in New York. Mit dem Einsetzen der großen Einwanderungswellen ab den 1830er Jahren befasste sich die German Society um den reibungslosen Ablauf der Immigration. Dazu gehörte, dass auch in Deutschland über das Wesen und die Gefahren der Auswanderung aufgeklärt wurde. Zudem informierte die German Society die Deutsch-Amerikaner in New York über wichtige bürokratische Eigenheiten der Neuen Welt. 
Von 1837 bis 1841 war John Jacob Astor der Präsident der Gesellschaft und spendete ihr jährlich 5.000 US-Dollar. In seinem Testament hinterließ er ihr weitere 20.000 US-Dollar. Dieses Geld sollte angelegt und benutzt werden, um ein ständig besetztes Büro in New York zu führen.